# Pura Raza Española
Die Pura Raza Española (PRE, zu deutsch Reine Spanische Rasse) ist eine aus Spanien stammende Pferderasse. Die Pferde gehören zu den iberischen oder spanischen Pferden, die unter dem Oberbegriff Andalusier bekannt sind. Die Rasse wird vorwiegend in den Regionen Extremadura und Andalusien gezüchtet.
Hintergrundinformationen zur Pferdebewertung und -zucht finden sich unter: Exterieur, Interieur und Pferdezucht.

## Exterieur
Das Exterieur entspricht dem eines klassischen Andalusiers. Am häufigsten kommen Schimmel vor, aber auch Braune, Dunkelbraune, Rappen und seltener auch Füchse, können vorkommen. Füchse sind seit 2003 zur Zucht zugelassen. Schecken sind nicht anerkannt. Bei Braunen und Rappen können gelegentlich weiße Abzeichen auftreten. Die Augen sind dreieckig geformt, die Ohren von mittlerer Größe und die Nüstern weit. Der Hals ist gut an den Rumpf angesetzt. Der Widerrist setzt sich gut ab, die Kruppe ist leicht abfallend und der Schweif tief angesetzt und meistens sehr üppig. Die Brust ist lang und tief mit sanft geschwungenen Rippen. Die Schultern sind lang und gut gelagert. Die schlanken Gliedmaßen haben robuste Knochen. Das Pferd besitzt lange und muskulöse Unterarme. Die Röhren sind kurz und fest.

## Zuchtgeschichte
Die Rasse PRE gibt es erst seit ihrer Anerkennung durch den spanischen Zuchtverband im Jahre 1912. PRE sind Andalusier aus bestimmten, anerkannten Zuchtlinien, die einen Abstammungsnachweis haben. Wie viele andere Rassen hat man die ursprünglich eng mit dem Berber verwandten iberischen Pferde früher auch mit Arabern und englischem Vollblut gekreuzt. Das Zuchtbuch besteht seit 1912 und heißt „Matrikelregister von Hengsten und Stuten reinen spanischen Blutes“ (Registro-Matrícula de caballos y yeguas de pura sangre española). Seit 1967 wird die Zucht der ursprünglich im gleichen Zuchtbuch aufgezeichneten portugiesischen Pferderasse Lusitano separat unter dem Namen Puro Sangue Lusitano weitergeführt. Seit 1989 gibt es für den früher als Unterrasse des PRE begriffenen schwarzen Menorquiner ein eigenes Zuchtbuch mit der Rassebezeichnung Pura Raza Menorquina (PRM). Das Zuchtbuch wurde lange Zeit vom spanischen Verteidigungsministerium geführt. Nur registrierte Stuten und gekörte sind zur Zucht zugelassen.
Das Stutbuch wurde von 1912 bis 2006 von der Generaldirektion für Pferde- und Remontenzucht der Streitkräfte (Dirección General de Cría Caballar y Remonta) geführt, der bis heute für die Aufzucht der Militärpferde zuständigen Abteilung des spanischen Verteidigungsministeriums. Im Jahr 2006 wurde die Stutbuchführung dann von der größten spanischen Züchtervereinigung ANCCE übernommen. Hengste werden gekört.
In Deutschland wurden PRE Pferde über den „Verein der Freunde und Züchter des Pferdes Reiner, Spanischer Rasse e. V.“ (VFZPRE) bis 2015 in das spanische Stutbuch von ANCCE eingetragen.

## Verwendung
PRE sind wegen ihrer Veranlagung zur Versammlung und der guten Bemuskelung für die Hohe Schule geeignet. Sie werden auch im „Militär-Gestüt Córdoba“ (Yeguada Militar de Córdoba), dem traditionellen Zentrum der historisch-militärischen Reitkunst Spaniens, das aus dem 1572 von König Philipp II. gegründeten „Königlichen Marstall“ (Caballerizas Reales) hervorgegangen ist, gezüchtet und ausgebildet. Im Reitsport eignet sich der PRE besonders für das Dressurreiten.
In der spanischen Equipe, die bei den Olympischen Sommerspielen 2004 in Athen die Silbermedaille gewann, waren zwei PRE, der Schimmel Invasor, geritten von Rafael Soto und der braune Hengst Oleaje geritten von Ignacio Rambla.